# Hans Georg Raschbichler
Hans Georg Raschbichler (* 16. Juni 1941 in München; † 10. September 2021) war ein deutscher Ingenieur. Er gilt mit seinen Entwicklungen für den Transrapid als „Vater“ der Magnetschwebebahn. Raschbichler begann die Entwicklung der Magnetschwebebahn und führte sie zur Serienreife.

## Leben
Raschbichler studierte nach der Absolvierung einer Facharbeiterlehre auf der Hochschule München Feinmechanik und Optik und begann 1966 seine Tätigkeit als Entwicklungsingenieur.
Von 1966 bis 1974 war Raschbichler als Entwicklungsingenieur und Konstruktionsleiter bei der Bölkow KG in Ottobrunn bei München tätig. Sein Tätigkeitsgebiet umfasste die Metallklebe- und Leichtbautechnik für Rotorblätter von Großhubschraubern, selbsttragende Kunststoff-Bodengruppen für Fahrzeuge, Elektro-Transporter mit Batterie-Wechseltechnik, Hybrid-Fahrzeuge, Messsysteme für Umweltschutz und die Entwicklung und Realisierung des ersten personentragenden Magnetschwebe-Fahrzeuges, dem „MBB-Prinzipfahrzeug“ im Jahr 1971.
1974 wechselte er zur Rheinstahl Transporttechnik (später Thyssen Industrie AG Henschel) in Kassel und initiierte die Entwicklung der „Langstator-Magnetfahrtechnik“, die technologische Basis des heutigen Transrapid-Systems, gleichzeitig die Gründung und Leitung des Bereiches „Magnetfahrtechnik“ in Kassel und München. 1984 beteiligte er sich an der Übernahme der Systemführerschaft bei der Transrapid-Entwicklung, sowie Projektleitungsfunktion bei dem Bau der ersten Demonstrationsstrecke zur Internationalen Verkehrsausstellung (IVA) 1979 in Hamburg und bei Realisierung der Transrapid-Versuchsanlage Emsland (TVE) 1982 bis 1987. Zusätzlich war er in der Geschäftsführung bei einer Thyssen-Beteiligungsgesellschaft und Entwicklung eines Drehstrom-Positionierungs- und -Antriebssystems („transpuls“) für Werkzeugmaschinen, sowie sicherer Netzgeräte für medizinische Laser als Diversifikationen aus der Transrapid-Signal- und Leistungselektronik.
Bis 1997 war er Geschäftsführer der Thyssen Henschel Magnetfahrtechnik, der späteren Thyssen Transrapid System GmbH. Von 1998 bis 2004 war Raschbichler Geschäftsführer der Transrapid International GmbH & Co. KG (Siemens/Thyssen) in Berlin; dabei wirkte er an der Realisierung der ersten kommerziellen Transrapid-Strecke von Shanghai zum Internationalen Flughafen Pudong mit.
Seine berufliche Tätigkeit in der Industrie beendete er als Chefingenieur und Direktor der ThyssenKrupp Technologies AG, Essen am 31. Dezember 2004.
Von 2005 bis Ende 2011 war er Geschäftsführer der Unternehmensberatung Raschbichler & Partner mit Sitz in München und Kassel. Schwerpunkt der Tätigkeit war die Innovationsberatung und Begleitung von Entwicklungsprojekten.
Der Eintritt in den Ruhestand erfolgte am 1. Januar 2012.

## Auszeichnungen
Hans Georg Raschbichler gilt in Fachkreisen als „Vater des Transrapid“, er wurde für seine berufliche Lebensleistung bei der Entwicklung und Realisierung des Transrapid und der Schaffung zahlreicher qualifizierter Arbeitsplätze mit der „Stadtmedaille“ Kassel, dem Kassler Bürgerpreis „Das Glas der Vernunft“ und dem Bundesverdienstkreuz am Bande ausgezeichnet.